# Gaudete et exsultate
Gaudete et exsultate ('Radujte se i kličite') je treća apostolska pobudnica pape Franje, datirana  19. ožujka 2018. (svetkovina svetog Josipa) i objavljena 9. travnja 2018., s podnaslovom „o pozivu na svetost u današnjem svijetu”. Obrađuje univerzalni poziv na svetost, s naglaskom na „ponovnom predlaganju poziva na svetost na praktičan način za naše vrijeme”.